# Бакаев, Зелимхан Джабраилович
Зелимха́н Джабраи́лович Бака́ев (род. 1 июля 1996, Назрань, Ингушетия) — российский футболист, полузащитник московского «Локомотива» и сборной России.

## Клубная карьера

### Ранние годы
Начал заниматься футболом в 8 лет под руководством отца. Несколько лет отец тренировал его и брата Солтмурада на кочковатом поле около вокзала Назрани (ворота смастерил Солтмурад, выкопав две ямы и вставив в них брёвна). В 2007 году в возрасте 10 лет отец повёз Зелимхана на просмотр в московский «Локомотив», где работали знакомые, но он не прошёл отбор и после второй тренировки вернулся в Ингушетию. По настоянию бабушки вновь отправился в Москву и в итоге смог поступить в академию московского «Спартака». Просмотр длился месяц, и все это время бабушка Зелимхана была рядом, но после зачисления в школу Бакаев полтора года жил без родных в интернате, мало играл и не развивался как футболист. Позже в Москву переехали родители с младшим братом. Первый тренер — Алексей Леонидович Лунин. Попав в академию «Спартака» в 11, Бакаев сначала вообще не выделялся, был маленьким и щупленьким, его планировали отчислить. Помог отец, он стал следить за питанием сына, работать над физикой и выносливостью, вместе заниматься на площадке во дворе — и это сработало. Владимир Бодров, главный тренер академии «Спартака» в 2008—2018 годах, рассказал, что Зелимхана не убрали из «Спартака» только из боязни потерять Солтмурада:
По Зелимхану был момент, когда его хотели отчислить. Я был категорически против — потому что тогда бы ушёл и Солтмурад, который был просто ракетой. Для меня скорость — один из главных факторов при оценке перспектив футболиста. На скорость всегда можно что-то наложить, а если человек медленный, пусть даже соображающий, в современном футболе ему будет тяжело.

Солтмурад сразу показал себя перспективным, а Зелимхан раскрылся только в 16 лет. До этого тренер ни в какую не хотел его ставить. По технике вопросов не было (любой левша действует нестандартно), но уступал в скорости и выносливости. Я сказал тренеру: «Поставь его на весь второй тайм». — «Да он сдохнет через 15 минут». — «Тогда выпусти сначала на 15, потом на 20, потом на 30. Если давать по 10 минут, он в выносливости не прибавит. Заставляй его. Говори: «Если станет плохо и упадешь — вставай и беги. Если после этого ошибешься и потеряешь мяч, я тебе и слова не скажу». В итоге Зелимхан прибавлял и в честной борьбе выиграл конкуренцию.

Зелимхан прибавлял и благодаря дополнительным тренировкам в коробке у дома в Жулебино, которые отец устраивал утром и вечером: 
Мне говорили: плохая физика; работали над тем, чтобы улучшить её. Возникали проблемы с ударом — тренировали его. Я был одним из самых медленных в нашей академии, и даже в дубле поначалу — а теперь один из самых быстрых. И только дриблинг всегда был на хорошем уровне. В детстве играл на полях с кочками, там и научился обводить. А так, чтобы набрать нужные кондиции, иногда приходилось тренироваться по четыре раза в день!— рассказал Бакаев пресс-службе «Спартака» осенью 2017-го
С 2013 года начал выступать за молодёжный состав «красно-белых». Дебютировал за молодёжный состав 15 июля 2013 года в гостевом матче 1-го тура молодёжного первенства против самарских «Крыльев Советов»-мол. (0:1), выйдя на замену на 58-й минуте вместо Павла Глобы. 24 августа 2013 года в гостевом матче 6-го тура молодёжного первенства против «Амкара»-мол. (2:1) вышел в стартовом составе и на 61-й минуте матча забил свой первый мяч за «молодёжку». Всего за «молодёжку» провёл 61 матч, в которых забил 10 мячей. 26 апреля 2014 года дебютировал за «фарм-клуб» «Спартак-2» в 23-м туре первенства ПФЛ сезона 2013/14 против выксунского «Металлурга» (2:3), выйдя на замену на 72-й минуте матча вместо Константина Савичева. 7 апреля 2016 года в гостевом матче 30-го тура первенства ФНЛ сезона 2015/16 против «Балтики» (1:1), вышел в стартовом составе и на 51-й минуте забил свой первый мяч за «Спартак-2». Всего за «Спартак-2» провёл 53 матча и забил 4 мяча.

### «Спартак» (Москва)

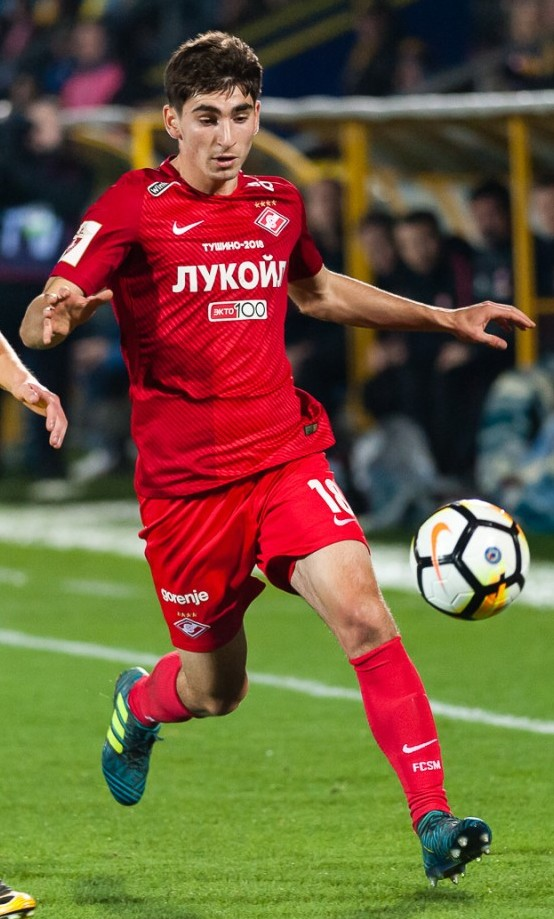
Бакаев в составе «Спартака» в 2017 году

23 сентября 2015 года дебютировал за основную команду «Спартака» в гостевой игре 1/16 финала Кубка России 2015/16 против нижегородской «Волги» (7:0), выйдя на замену на 61-й минуте вместо Дениса Глушакова. 28 октября также вышел на замену в гостевом матче 1/8 финала против краснодарской «Кубани» (0:1). После этого в сезонах 2015/16 и 2016/17 Бакаев играл только за «Спартак-2» в первенстве ФНЛ, проведя 41 игру.
В премьер-лиге дебютировал 23 июля 2017 года в гостевом матче 2-го тура против «Уфы» (0:0) выйдя в стартовом составе и был заменён на 69-й минуте. Всего в сезоне 2017/18 Бакаев провёл за «Спартак» в премьер-лиге пять матчей.

#### Аренда в «Арсенал»

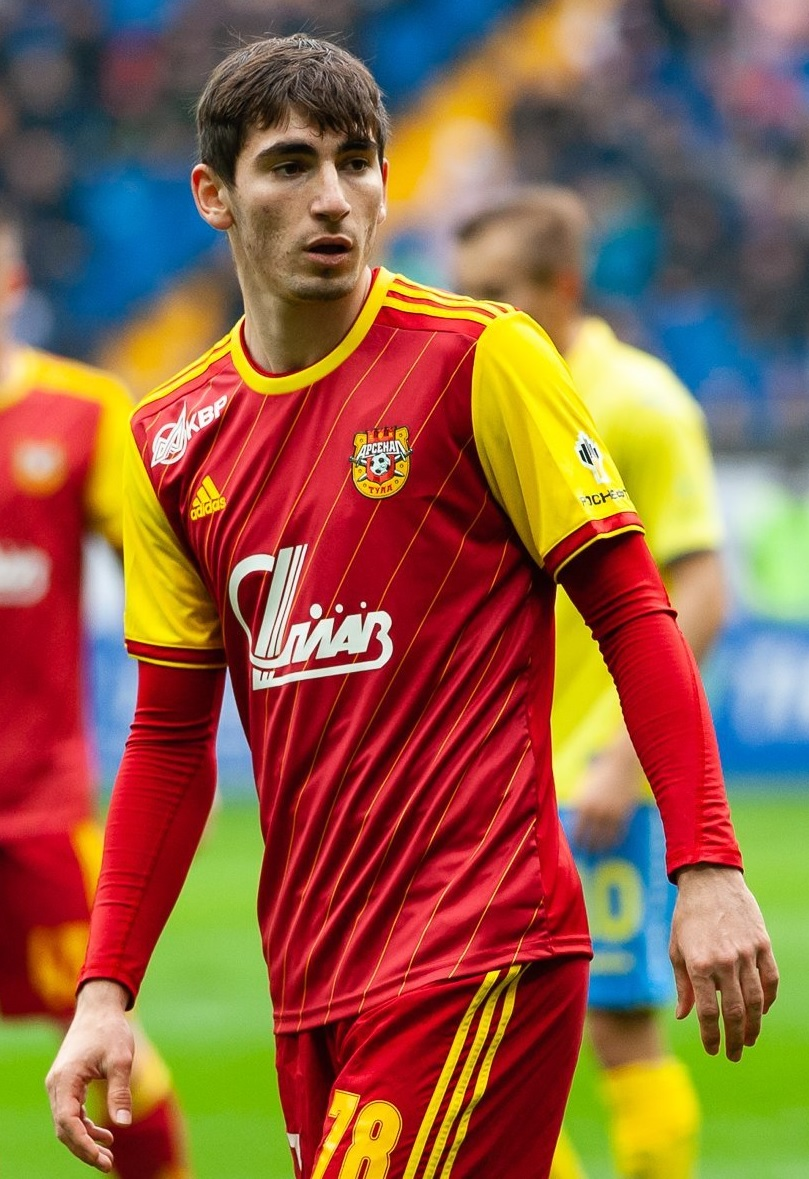
Бакаев в составе «Арсенала» в 2019 году

1 августа 2018 года был отдан в аренду в тульский «Арсенал», возглавляемый Олегом Кононовым. Соглашение было заключено до конца сезона 2018/19 и не предусматривало право на выкуп трансфера.
4 августа 2018 года дебютировал за новый клуб в матче 2-го тура Российской Премьер-лиги против петербургского «Зенита» (0:1), выйдя на 67-й минуте матча вместо Даниила Лесового. 12 августа в матче 3-го тура против грозненского «Ахмата» (3:1) забил свой первый мяч в составе «Арсенала» и в Премьер-лиге. 15 сентября в матче 7-го тура чемпионата России против самарских «Крыльев Советов» (4:0) вышел на замену на 72-й минуте вместо Эванса Кангвы и на 82-й минуте забил четвёртый мяч в этой встрече. 22 сентября в матче 8-го тура чемпионата России против казанского «Рубина» (2:2) вышел в стартовом составе и провёл на поле весь матч, а на 76-й минуте матча забил мяч. 9 ноября в матче 15-го тура чемпионата России против махачкалинского «Анжи» (2:0) на 63-й минуте матча забил второй мяч и установил окончательный счёт в этом матче. После матча с «Анжи» главный тренер «Арсенала» Олег Кононов перешёл в московский «Спартак» и новым тренером стал Игорь Черевченко. 3 декабря в матче 16-го тура чемпионата России против петербургского «Зенита» (4:2) на 77-й минуте матча забил мяч и тем самым помог выиграть своей команде. В этот же день появилась информация о том, что «Спартак» хочет вернуть Бакаева из аренды в зимней паузе. 20 апреля 2019 года в матче 24-го тура чемпионата России против «Уфы» (2:1) на 3-й минуте забил мяч. 4 мая в матче 27-го тура против московского «Локомотива» (2:0) на 24-й минуте матча забил мяч и тем самым помог выиграть. 10 мая в 28-м туре чемпионата России против махачкалинского «Анжи» (1:0) на 34-й минуте заработал пенальти и сам же его реализовал, принеся своей команде победу.
Всего за «Арсенал» в РПЛ провёл 25 матчей, в которых забил 8 мячей и отдал 2 голевые передачи, в кубке России провёл 4 матча и отдал 1 голевую передачу. В июне 2019 года, после окончания аренды, вернулся в «Спартак».

#### Сезон 2019/20

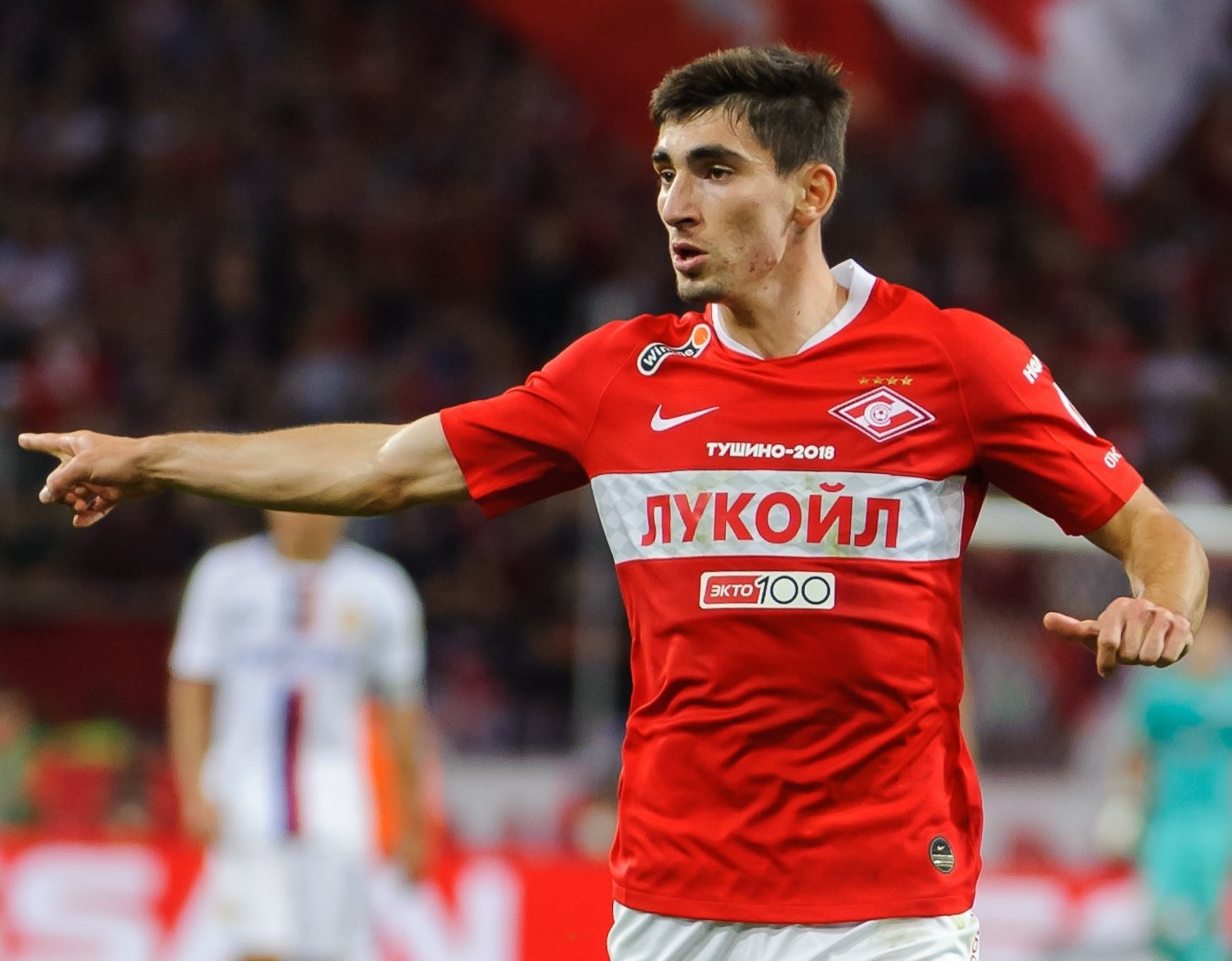
Бакаев в составе «Спартака» в 2019 году

После возвращения из аренды в тульском «Арсенале» Бакаев перед сезоном 2019/20 обратился к главному тренеру «Спартака» Олегу Кононову с просьбой о 10-м игровом номере, на что получил положительный ответ. Свой первый матч после возвращения провёл 13 июля 2019 года в матче 1-го тура чемпионата России против дебютанта лиги «Сочи» (1:0), в этом матче вышел в стартовом составе и отыграл весь матч. В начале сезона 2019/20 стал основным правым атакующим полузащитником «Спартака». 20 июля в матче 2-го тура чемпионата России против «Ростова» (2:2) был признан экспертом телеканала «Матч Премьер» лучшим игроком этого матча. 8 августа сделал «дубль» в гостевом матче 3-го квалификационного раунда Лиги Европы против швейцарского «Туна» (3:2), забив первые мячи в официальном матче за основной состав «Спартака». 11 августа в гостевом матче 5-го тура чемпионата России против грозненского «Ахмата» (3:1) забил два мяча в первом тайме, которые стали первыми для футболиста в составе «Спартака» в чемпионате России, также в этом матче был выбрал лучшим игроком этой встречи. 25 сентября в матче 1/16 раунда кубка России против «КАМАЗа» (2:1) сделал две голевые передачи на Эсекьеля Понсе и тем самым помог своей команде пройти дальше.
После увольнения с поста главного тренера Олега Кононова в конце сентября 2019 года и назначения на этот пост Доменико Тедеско, который перевёл его с позиции крайнего полузащитника на позицию атакующего полузащитника, Бакаев стал ключевым игроком «Спартака». 27 октября в матче 14-го тура чемпионата России в дерби с московским «Локомотивом» (3:0) сделал три голевые передачи и тем самым помог своей команде победить, также был признан лучшим игроком этого матча. 9 ноября в матче 16-го тура чемпионата России против самарских «Крыльев Советов» (2:0) вышел в стартовом составе и на 3-й минуте матча сделал голевую передачу на Эсекьеля Понсе и на 83-й минуте заработал пенальти и сам же его реализовал, что в итоге позволило ему стать лучшим игроком этого матча. После 16-го тура РПЛ Бакаев вышел на первое место по количеству наград лучшему игроку матча. 24 ноября в матче 17-го тура чемпионата России против «Урала» (0:0) был признан лучшим игроком матча, проведя на поле весь матч и нанеся 4 удара по воротам. 29 февраля 2020 года в гостевом матче 20-го тура против московского «Динамо» (2:0) вышел в стартовом составе и с передачи Александра Соболева на 29-й минуте матча забил мяч и на 62-й минуте матча сделал голевую передачу на Романа Зобнина и тем самым был выбран лучшим игроком этого матча. 4 марта 2020 года в матче 1/4 финала кубка России против ЦСКА (3:2) на 4-й минуте забил мяч, но в одном из столкновений с соперником по ходу первого тайма получил сотрясение мозга и на второй тайм не вышел. 4 июля 2020 года в домашнем матче 26-го тура чемпионата России против «Тамбова» (2:3) на 35-й минуте реализовал пенальти. 22 июля 2020 года в 30-м туре гостевого матча чемпионата России против «Рубина» (2:1) на 40-й минуте матча реализовал пенальти и помог своей команде одержать победу. Всего в сезоне 2019/20 за «Спартак» провёл 35 матчей (27 в РПЛ, 4 в кубке России и 4 в Лиги Европы), забил 10 мячей (6 в РПЛ, 1 в кубке России и 3 в Лиги Европы) и отдал 12 голевых передач (9 в РПЛ и 3 в кубке России) и тем самым стал лучшим игроком команды по системе гол+пас и лучшим ассистентом.

#### Сезон 2020/21
В мае 2020 года Бакаев переболел коронавирусной инфекцией. Сезон 2020/21 у Зелимхана не заладился сразу, его игра была бледной тенью той, что он показывал в предыдущем. Вполне возможно, это следствие заболевания коронавирусом, которое спартаковец перенёс в конце мая.
Начиная с августа игрового времени спартаковской десятке стало доставаться все меньше. Заменить Бакаева по ходу матча или, наоборот, выпустить на замену во втором тайме постепенно стало входить в норму у тренерского штаба. 26 августа 2020 года в 5-м туре чемпионата России забил свой первый мяч в сезоне 2020/21, реализовав на 55-й минуте пенальти в ворота «Ротора» (1:0).
В ноябре полузащитник перестал попадать в стартовый состав. Во второй линии атаки на его месте, как правило, играл швед Джордан Ларссон, который не давал повода усомниться в своём мастерстве. В феврале 2021 года московское «Динамо» предложило за Бакаева 5 миллионов евро, но получило отказ.
Всего в сезоне 2020/21 провёл за «Спартак» 26 матчей (23 в чемпионате и 3 в кубке), забил один мяч и сделал 7 голевых передач (6 в чемпионате и 1 в кубке). По итогам сезона завоевал со «Спартаком» серебряные медали чемпионата.

#### Сезон 2021/22
Свой первый мяч в сезоне 2021/22 забил 9 декабря 2021 года в матче 6-го тура Лиги Европы против «Легии» (1:0), который стал победным и помог «Спартаку» занять первое место в группе. Мяч, забитый в ворота польского клуба, стал для Бакаева первым с августа 2020 года. 20 апреля 2022 года в матче 1/4 финала Кубка России против московского ЦСКА (1:0) на 21-й минуте реализовал пенальти и тем самым помог своей команде пробиться в полуфинал. 24 апреля 2022 года в гостевом матче против «Ростова» (2:3) Бакаев провёл свой 100-й матч за «Спартак». 29 мая 2022 года, сразу после победы в финале Кубка России над московским «Динамо» (2:1), Бакаев заявил, что это был его последний матч в «Спартаке» и он покидает клуб. Всего в сезоне 2021/22 провёл во всех турнирах 36 матчей и забил три мяча. Всего за «Спартак» в период с 2015 по 2022 год провёл 105 матчей и забил 14 мячей и сделал 29 результативных передач. В 2017 году Бакаев стал со «Спартаком» победителем Суперкубка России, в 2018-м — обладателем бронзовой медали РПЛ, а в 2021-м — серебряной.

### «Зенит» (Санкт-Петербург) и аренды
15 июня 2022 года на правах свободного агента подписал контракт с петербургским «Зенитом». Дебютировал за клуб 9 июля 2022 года в матче за Суперкубок России против своего бывшего клуба — московского «Спартака» (4:0), выйдя на 70-й минуте вместо Алексея Сутормина, выиграв тем самым свой первый трофей в «Зените». Свой первый мяч за клуб забил 30 июля 2022 года в матче 3-го тура чемпионата России против московского «Локомотива» (5:0), реализовав 11-метровый удар. Всего в сезоне 2022/23 провёл за «Зенит» во всех турнирах 26 матчей и забил три мяча.
Сезон 2023/24 начал в составе петербургского клуба, проведя восемь матчей. 19 сентября 2023 года был арендован клубом из ОАЭ «Аль-Вахда» до конца сезона без права выкупа. Дебютировал за клуб 24 сентября 2023 года в матче 3-го тура чемпионата ОАЭ против клуба «Хатта» (1:0), выйдя на 65-й минуте вместо Факундо Круспски. Единственный мяч за «Аль-Вахду» забил 16 декабря 2023 года в матче 11-го тура чемпионата ОАЭ против клуба «Аль-Айн» (2:0), отличившись на 54-й минуте встречи. 3 мая 2024 года стал обладателем Кубка лиги ОАЭ. Всего за клуб из ОАЭ провёл во всех турнирах 25 матчей и забил один мяч.
2 августа 2024 года перешёл на правах аренды в «Химки» до конца сезона 2024/25. Дебютировал за клуб 3 августа 2024 года в матче 3-го тура чемпионата России против «Рубина» (3:2), выйдя на 74-й минуте вместо Александра Руденко. Первый мяч за клуб забил 13 августа 2024 года в матче 2-го тура группового этапа Кубка России против «Ростова» (1:3), отличившись на 45-й минуте встречи. Всего за «Химки» во всех турнирах провёл 28 матчей и забил шесть мячей.
5 июня 2025 года «Зенит» объявил об уходе Бакаева в связи с истечением срока контракта. Всего на счету Бакаева 34 матча, три гола и три голевые передачи в составе «Зенита».

### «Локомотив» (Москва)
19 июня 2025 года на правах свободного агента заключил контракт на два года с московским «Локомотивом».

## Карьера в сборной
Осенью 2016 года впервые был вызван в молодёжную сборную России. Дебютировал 10 ноября 2016 года в товарищеской игре против сборной Швейцарии (до 21) (1:2). 31 мая 2017 года забил первые мячи за сборную, отметившись дублем в товарищеском матче против сверстников из Беларуси (7:0). 10 ноября 2017 года забил гол в ворота сборной Армении (2:1).
14 мая 2019 года впервые попал в расширенный состав сборной России на матчи отборочного турнира к Евро-2020 против Сан-Марино и Кипра. 23 мая 2019 попал в окончательный список игроков, которые будут вызваны для подготовки к отборочным матчам чемпионата Европы 2020 года. 11 июня 2019 года впервые попал в заявку сборной России в домашнем матче 4-го тура отборочного турнира Евро-2020 против сборной Кипра (1:0). 13 октября 2019 года дебютировал в составе сборной России в выездном матче 8-го тура отборочного турнира Евро-2020 против сборной Кипра (5:0), выйдя на 78-й минуте вместо Алексея Ионова. 19 ноября 2019 года впервые вышел в стартовом составе сборной России в матче 10-го тура отборочного турнира к Евро-2020 против сборной Сан-Марино (5:0) отыграв полный матч, также в этом матче был признан лучшим игроком сборной по мнению пользователей sports.ru.
7 сентября 2021 года в матче 6-го тура отборочного турнира ЧМ-2022 против сборной Мальты (2:0) забил свой первый мяч за сборную России, на 84-й минуте матча реализовав пенальти.
19 марта 2025 года в товарищеском матче сборной России против сборной Гренады на 60-й минуте забил финальный мяч, установив окончательный счет матча 5:0 в пользу России.

## Достижения

### Командные
«Спартак» (Москва)
- Обладатель Кубка России: 2021/22
- Серебряный призёр чемпионата России: 2020/21
- Бронзовый призёр чемпионата России: 2017/18
- Обладатель Суперкубка России: 2017

«Зенит» (Санкт-Петербург)
- Чемпион России (2): 2022/23, 2023/24
- Обладатель Кубка России: 2023/24
- Обладатель Суперкубка России: 2022, 2023

«Аль-Вахда» (Абу-Даби)
- Обладатель Кубка Лиги ОАЭ: 2023/24

### Личные
- Лауреат национальной премии РФС «33 лучших игрока сезона»: 2021/22 (№ 2)[83].

## Личная жизнь
Отец — Джабраил Багаудинович Бакаев (1969 г. р.), футболист, на профессиональном уровне провёл только одну игру — в составе «Ангушта» в первенстве второго дивизиона-2000 вышел на замену на 82-й минуте в матче против «Нарта» Нарткала. В 18 лет попал к Олегу Романцеву в владикавказский «Спартак», забил в двусторонке, но не пошёл на следующую тренировку и долго об этом жалел.
Младший брат Солтмурад (род. 1999) также выпускник академии «Спартака».
В июне 2019 года вместе с братом Солтмурадом открыл футбольную школу в родной Назрани, в школе занимается около 70-ти детей, главным тренером является Тимур Зангиев.

## Статистика

### Клубная
| Выступление          | Выступление      | Выступление      | Лига | Лига | Кубки | Кубки | Еврокубки | Еврокубки | Итого | Итого |
| Клуб                 | Лига             | Сезон            | Игры | Голы | Игры  | Голы  | Игры      | Голы      | Игры  | Голы  |
| -------------------- | ---------------- | ---------------- | ---- | ---- | ----- | ----- | --------- | --------- | ----- | ----- |
| Спартак (Москва)     | Премьер-лига     | 2015/16          | 0    | 0    | 2     | 0     | —         | —         | 2     | 0     |
| Спартак (Москва)     | Премьер-лига     | 2017/18          | 5    | 0    | 1     | 0     | 0         | 0         | 6     | 0     |
| Спартак (Москва)     | Премьер-лига     | 2019/20          | 27   | 6    | 4     | 1     | 4         | 3         | 35    | 10    |
| Спартак (Москва)     | Премьер-лига     | 2020/21          | 23   | 1    | 3     | 0     | —         | —         | 26    | 1     |
| Спартак (Москва)     | Премьер-лига     | 2021/22          | 26   | 0    | 3     | 2     | 7         | 1         | 36    | 3     |
| Спартак (Москва)     | Итого            | Итого            | 81   | 7    | 13    | 3     | 11        | 4         | 105   | 14    |
| → Спартак-2 (Москва) | ПФЛ              | 2013/14          | 1    | 0    | —     | —     | —         | —         | 1     | 0     |
| → Спартак-2 (Москва) | ФНЛ              | 2015/16          | 10   | 1    | —     | —     | —         | —         | 10    | 1     |
| → Спартак-2 (Москва) | ФНЛ              | 2016/17          | 31   | 0    | —     | —     | —         | —         | 31    | 0     |
| → Спартак-2 (Москва) | ФНЛ              | 2017/18          | 10   | 3    | —     | —     | —         | —         | 10    | 3     |
| → Спартак-2 (Москва) | ФНЛ              | 2018/19          | 1    | 0    | —     | —     | —         | —         | 1     | 0     |
| → Спартак-2 (Москва) | Итого            | Итого            | 53   | 4    | —     | —     | —         | —         | 53    | 4     |
| → Арсенал (Тула)     | Премьер-лига     | 2018/19          | 25   | 8    | 4     | 0     | —         | —         | 29    | 8     |
| → Арсенал (Тула)     | Итого            | Итого            | 25   | 8    | 4     | 0     | —         | —         | 29    | 8     |
| Зенит (СПб)          | Премьер-лига     | 2022/23          | 17   | 1    | 9     | 2     | —         | —         | 26    | 3     |
| Зенит (СПб)          | Премьер-лига     | 2023/24          | 4    | 0    | 4     | 0     | —         | —         | 8     | 0     |
| Зенит (СПб)          | Итого            | Итого            | 21   | 1    | 13    | 2     | —         | —         | 34    | 3     |
| → Аль-Вахда          | Про лига         | 2023/24          | 19   | 1    | 6     | 0     | —         | —         | 25    | 1     |
| → Аль-Вахда          | Итого            | Итого            | 19   | 1    | 6     | 0     | —         | —         | 25    | 1     |
| → Химки              | Премьер-лига     | 2024/25          | 25   | 4    | 3     | 2     | —         | —         | 28    | 6     |
| → Химки              | Итого            | Итого            | 25   | 4    | 3     | 2     | —         | —         | 28    | 6     |
| Всего за карьеру     | Всего за карьеру | Всего за карьеру | 224  | 25   | 39    | 7     | 11        | 4         | 274   | 36    |

### Сборная
| Россия           | Год              | Отборочные матчи ЧМ | Отборочные матчи ЧМ | Отборочные матчи ЧЕ | Отборочные матчи ЧЕ | Лига наций УЕФА | Лига наций УЕФА | Товарищеские матчи | Товарищеские матчи | Всего | Всего |
| Россия           | Год              | Игры                | Голы                | Игры                | Голы                | Игры            | Голы            | Игры               | Голы               | Игры  | Голы  |
| ---------------- | ---------------- | ------------------- | ------------------- | ------------------- | ------------------- | --------------- | --------------- | ------------------ | ------------------ | ----- | ----- |
| Россия           | 2019             | 0                   | 0                   | 3                   | 0                   | 0               | 0               | 0                  | 0                  | 3     | 0     |
| Россия           | 2020             | 0                   | 0                   | 0                   | 0                   | 2               | 0               | 1                  | 0                  | 3     | 0     |
| Россия           | 2021             | 6                   | 1                   | 0                   | 0                   | 0               | 0               | 0                  | 0                  | 6     | 1     |
| Россия           | 2022             | 0                   | 0                   | 0                   | 0                   | 0               | 0               | 1                  | 0                  | 1     | 0     |
| Россия           | 2025             | 0                   | 0                   | 0                   | 0                   | 0               | 0               | 2                  | 1                  | 2     | 1     |
| Всего за карьеру | Всего за карьеру | 6                   | 1                   | 3                   | 0                   | 2               | 0               | 4                  | 1                  | 15    | 2     |

| Матчи Бакаева за сборную России | Матчи Бакаева за сборную России | Матчи Бакаева за сборную России | Матчи Бакаева за сборную России | Матчи Бакаева за сборную России | Матчи Бакаева за сборную России | Матчи Бакаева за сборную России | Матчи Бакаева за сборную России | Матчи Бакаева за сборную России |
| ------------------------------- | ------------------------------- | ------------------------------- | ------------------------------- | ------------------------------- | ------------------------------- | ------------------------------- | ------------------------------- | ------------------------------- |
| №                               | Дата                            | Оппонент                        | Счёт                            | Голы Бакаева                    | Фолы                            | Замена                          | Номер                           | Соревнование                    |
| 1                               | 13 октября 2019                 | Кипр                            | 5:0                             | —                               | —                               | 78'                             | 2                               | Отборочные матчи ЧЕ-2020        |
| 2                               | 16 ноября 2019                  | Бельгия                         | 1:4                             | —                               | —                               | 50'                             | 10                              | Отборочные матчи ЧЕ-2020        |
| 3                               | 19 ноября 2019                  | Сан-Марино                      | 5:0                             | —                               | —                               | —                               | 10                              | Отборочные матчи ЧЕ-2020        |
| 4                               | 3 сентября 2020                 | Сербия                          | 3:0                             | —                               | —                               | 68'                             | 10                              | Лига наций УЕФА 2020/2021       |
| 5                               | 8 октября 2020                  | Швеция                          | 1:2                             | —                               | —                               | 73'                             | 10                              | Товарищеский матч               |
| 6                               | 14 октября 2020                 | Венгрия                         | 0:0                             | —                               | —                               | 56'                             | 10                              | Лига наций УЕФА 2020/2021       |
| 7                               | 1 сентября 2021                 | Хорватия                        | 0:0                             | —                               | —                               | 70'                             | 10                              | Отборочные матчи ЧМ-2022        |
| 8                               | 4 сентября 2021                 | Кипр                            | 2:0                             | —                               | —                               | 65'                             | 10                              | Отборочные матчи ЧМ-2022        |
| 9                               | 7 сентября 2021                 | Мальта                          | 2:0                             | 84′ (пен.)                      | —                               | 46'                             | 10                              | Отборочные матчи ЧМ-2022        |
| 10                              | 8 октября 2021                  | Словакия                        | 1:0                             | —                               | —                               | 73'                             | 10                              | Отборочные матчи ЧМ-2022        |
| 11                              | 11 октября 2021                 | Словения                        | 2:1                             | —                               | —                               | 86'                             | 10                              | Отборочные матчи ЧМ-2022        |
| 12                              | 14 ноября 2021                  | Хорватия                        | 0:1                             | —                               | —                               | 78'                             | 10                              | Отборочные матчи ЧМ-2022        |
| 13                              | 24 сентября 2022                | Кыргызстан                      | 2:1                             | —                               | —                               | 46'                             | 10                              | Товарищеский матч               |
| 14                              | 19 марта 2025                   | Гренада                         | 5:0                             | 60′                             | —                               | 46'                             | 7                               | Товарищеский матч               |
| 15                              | 25 марта 2025                   | Замбия                          | 5:0                             | —                               | —                               | 59'                             | 7                               | Товарищеский матч               |

Итого: 15 матчей / 2 гола; 10 побед, 2 ничьи, 3 поражения.
| Россия (до 21 года) | Год              | Товарищеские матчи | Товарищеские матчи | Отборочные матчи МЧЕ-2017 | Отборочные матчи МЧЕ-2017 | Всего | Всего |
| Россия (до 21 года) | Год              | Игры               | Голы               | Игры                      | Голы                      | Игры  | Голы  |
| ------------------- | ---------------- | ------------------ | ------------------ | ------------------------- | ------------------------- | ----- | ----- |
| Россия (до 21 года) | 2016             | 2                  | 0                  | —                         | —                         | 2     | 0     |
| Россия (до 21 года) | 2017             | 3                  | 3                  | 4                         | 1                         | 7     | 4     |
| Россия (до 21 года) | 2018             | 1                  | 0                  | 5                         | 2                         | 6     | 2     |
| Всего за карьеру    | Всего за карьеру | 6                  | 3                  | 9                         | 3                         | 15    | 6     |

| №  | Дата             | Оппонент           | Счёт | Голы Бакаева | Соревнование             |
| 1  | 10 ноября 2016   | Швейцария (до 21)  | 1:2  | —            | Товарищеский матч        |
| 2  | 14 ноября 2016   | Швейцария (до 21)  | 2:3  | —            | Товарищеский матч        |
| 3  | 27 мая 2017      | Узбекистан (до 23) | 4:3  | —            | Товарищеский матч        |
| 4  | 31 мая 2017      | Беларусь (до 21)   | 7:0  | 2            | Товарищеский матч        |
| 5  | 5 сентября 2017  | Гибралтар (до 21)  | 3:0  | —            | Отборочный матч МЧЕ-2017 |
| 6  | 6 октября 2017   | Австрия (до 21)    | 1:0  | —            | Отборочный матч МЧЕ-2017 |
| 7  | 10 октября 2017  | Сербия (до 21)     | 2:3  | —            | Отборочный матч МЧЕ-2017 |
| 8  | 10 ноября 2017   | Армения (до 21)    | 2:1  | 1            | Отборочный матч МЧЕ-2017 |
| 9  | 14 ноября 2017   | Италия (до 21)     | 2:3  | 1            | Товарищеский матч        |
| 10 | 23 марта 2018    | Македония (до 21)  | 4:3  | 1            | Отборочный матч МЧЕ-2017 |
| 11 | 27 марта 2018    | Гибралтар (до 21)  | 5:0  | —            | Отборочный матч МЧЕ-2017 |
| 12 | 20 мая 2018      | Кипр (до 21)       | 3:0  | —            | Товарищеский матч        |
| 13 | 11 сентября 2018 | Сербия (до 21)     | 1:2  | —            | Отборочный матч МЧЕ-2017 |
| 14 | 12 октября 2018  | Сербия (до 21)     | 5:1  | 1            | Отборочный матч МЧЕ-2017 |
| 15 | 16 октября 2018  | Австрия (до 21)    | 2:3  | —            | Отборочный матч МЧЕ-2017 |

Итого за молодёжную сборную: 15 матчей / 6 голов; 9 побед, 0 ничьих, 6 поражений.